# Nemadactylus
Nemadactylus is een geslacht van straalvinnige vissen uit de familie van morwongs (Cheilodactylidae).

## Soorten
- Nemadactylus bergi (Norman, 1937)
- Nemadactylus douglasii (Hector, 1875)
- Nemadactylus gayi (Kner, 1865)
- Nemadactylus macropterus (Forster, 1801)
- Nemadactylus monodactylus (Carmichael, 1819)
- Nemadactylus valenciennesi (Whitley, 1937)
- Nemadactylus vemae (Penrith, 1967)